# Moïse Brou
Moïse Brou Apanga (4 tháng 2 năm 1982 – 26 tháng 4 năm 2017) là một hậu vệ bóng đá người Gabon gốc Bờ Biển Ngà thi đấu cho đội tuyển quốc gia Gabon.
Brou Apanga qua đời vào tháng 4 năm 2017 sau khi bị suy tim trong lúc tập luyện với FC 105 Libreville.